# KBOB
Koninklijke Basketbalvereniging Oostende Bredene, afgekort KBOB, is een Belgische basketbalclub. De club is gevestigd in Bredene en gebruikt als speelvelden de basketzalen van Sportcentrum 'Ter Polder' in Bredene en het Sportcentrum 'Koninklijke stallingen’ in Oostende.

## Geschiedenis
Koninklijke Basketbalvereniging Oostende Bredene werd opgericht in april 2010 uit de fusie van OBBC (Oostendse BasketBal Club) en KBBC Bredene Jezebel. In de seizoenen 2015-2016 en 2016-2017 konden het Dames A-team van KBOB voor het eerst sinds de fusie aantreden in de Top Division Women, ofwel 1e nationale dames.